# Bremen-Mindener Schiffahrts-AG

Aktie über 1000 RM der Bremen-Mindener Schiffahrt AG vom Dezember 1939

Die Bremen-Mindener Schiffahrt-AG war eine Reederei, die im Dezember 1939 aus dem Zusammenschluss der Bremer Schleppschiffahrtsgesellschaft (gegründet 1886) und der Mindener Schleppschiffahrtsgesellschaft (gegründet 1893) hervorgegangen war. Gegenstand des Unternehmens war nach der Eintragung im Handelsregister der „Betrieb der Schifffahrt auf der Weser, den mit ihr in Verbindung stehenden Flüssen und Kanälen sowie auf anderen Flüssen und auf dem Meere; ferner das Speditions- und Kommissionsgeschäft“. Wichtiges Transportgut war Kali, das aus den Abbauregionen in Nordhessen und Thüringen über Hann. Münden nach Bremen verschifft wurde, um von dort weiter exportiert zu werden.
Die Reederei verfügte über ca. 10 Schlepper mit einer Leistung von etwa 190 bis 500 PS. Ein Schlepper konnte zwischen 2 und 5 Lastkähnen ziehen, wobei ein Lastkahn eine Ladekapazität von bis zu 700 Tonnen hatte. Die Besatzung eines Schleppers bestand neben dem Kapitän aus einem Steuermann, zwei Matrosen, einem Maschinisten und drei Heizern.
Die Bremen-Mindener Schifffahrt-AG war Hauptgesellschafter der Weserwerft Minden. 
Das Unternehmen ging 1971 in der Fendel-Schiffahrts-AG, Mannheim, auf, die heute Teil der Rhenus Logistics ist. Diese betreibt keine Schifffahrt mehr auf der Ober- und Mittelweser.